# Storå
El riu Storå és un dels més importants de Dinamarca, amb els seus 104 km és el segon en longitud, només superat pel Gudenå. El riu s'origina al sud-est d'Ikast, recorre la península de Jutlàndia vers el nord-oest passant per la ciutat de Holstebro abans de finalitzar el seu curs al Nissum Fjord. També és un dels rius més cabalosos del país, només el superen el Gudenå, el  Skjern i el Vidå.
Al llarg de la història el riu Storå ha patit grans crescudes que han afectat la ciutat de Holstebro, la més important, amb diferència, de les conegudes es va produir el 18 de març del 1970, també han estat importants les inundacions del 1924, 1939, 1965 i la de gener del 2011.